# Pinheirodòntids
Els pinheirodòntids (Pinheirodontidae) són una família extinta de mamífers multituberculats que visqueren a Europa des del Juràssic superior fins al Cretaci inferior, fa entre 121,4 i 152,2 milions d'anys. Se n'han trobat restes fòssils a Alemanya, Espanya, França, Portugal i el Regne Unit. Juntament amb els paulchoffàtids, eren els únics multituberculats amb dents premolars superiors dotades de cúspides d'alçada variable. El mateix passa amb les cúspides de les dents molars inferiors. A diferència dels multituberculats més recents, la majoria dels pinheirodòntids encara conservaven dents canines.